# Еріфіла
Еріфіла (грец. Eriphyle) — мати Алкмеона.